# Алинже, Жан-Бавуайё
Жан-Бавуайё Алинже (фр. Jean Bawoyeu Alingué; 18 августа 1937, Форт-Лами (ныне Нджамена), Французская Экваториальная Африка) — чадский политический и государственный деятель, дипломат, финансист. Премьер-министр Чада (4 марта 1991 — 20 мая 1992).

## Биография
Начал свою карьеру в 1953 году чиновником государственного казначейства в столице Чада. Пять лет спустя стал налоговым контролёром. После обретения Чадом независимости от Франции в 1960 году учился в национальной финансовой школе в Париже (с 1960 по 1961). 
По возвращении на родину был назначен инспектором гос. казначейства и советником директора государственных счетов. Пять лет спустя стал налоговым контролёров. Позже назначен главным инспектором казначейства. В 1966 году его повысили до генерального казначея Чада, занимал эту должность десять лет.
Член партии Союз за демократию и республику Чад.
Затем работал в Международном валютном фонде. 
В 1970-х годах на дипломатической работе, был послом Чада в США и Франции.
В 1990 году был избран в Парламент Чада. С 5 августа по 1 декабря 1990 года — спикер парламента. После падения президента Хиссена Хабре 1 декабря 1990 года был вице-президентом до того дня, когда его пост занял Идрисс Деби.
В 1991—1992 годах занимал пост премьер-министра Чада. Был министром финансов. В 2008—2010 годах – министр юстиции. В 2010—2013 годах работал министром почты и новых информационных технологии.
В 1997 году участвовал в выборах в качестве кандидата в президенты Чада.